# Vulnerabilidade às mudanças climáticas

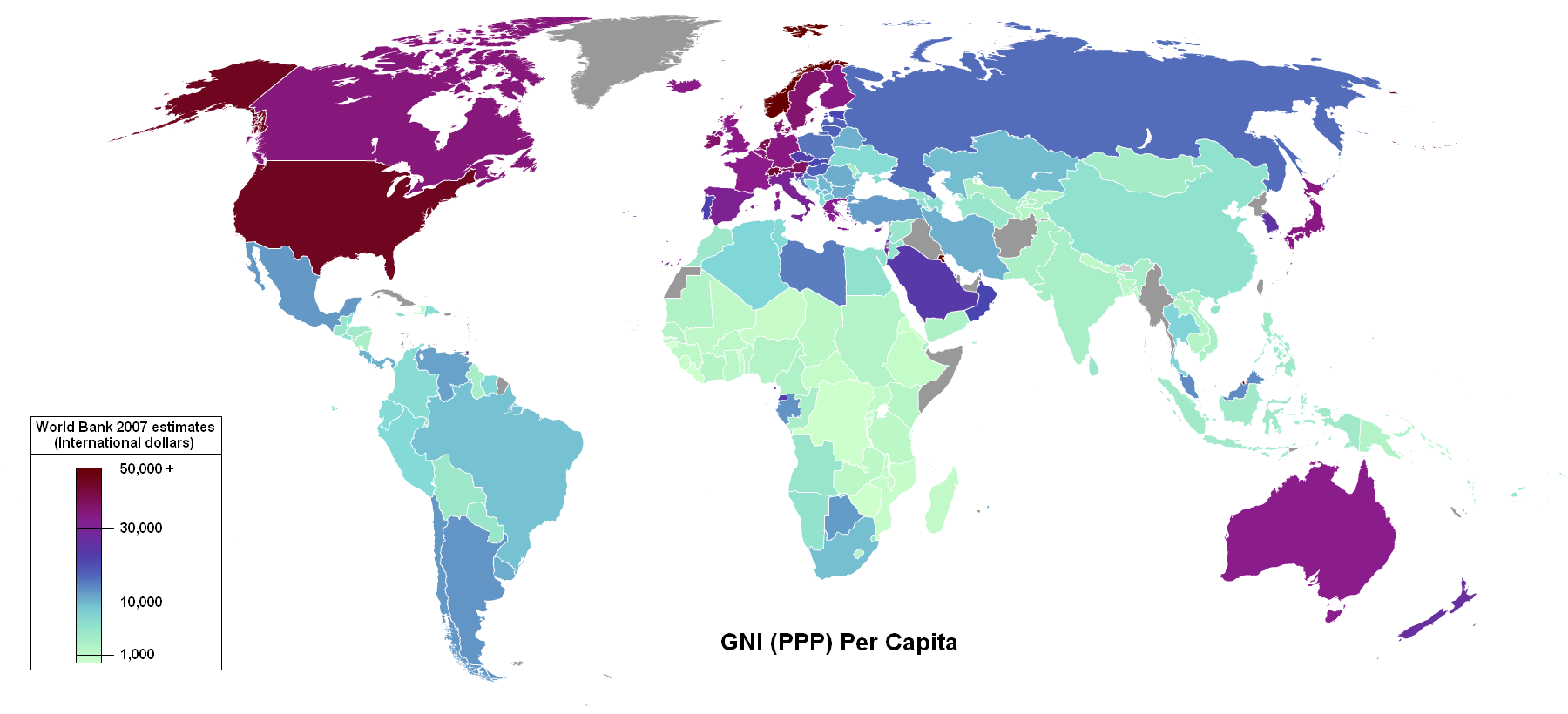
Renda nacional bruta mundial per capita: Os países de baixa renda tendem a ter uma maior vulnerabilidade às mudanças climáticas.

A vulnerabilidade às mudanças climáticas (ou vulnerabilidade climática ou vulnerabilidade ao risco climático) é definida como a "propensão ou predisposição a ser adversamente afetada" pelas mudanças climáticas. Pode aplicar-se aos seres humanos, mas também aos sistemas naturais (ecossistemas). A vulnerabilidade humana e do ecossistema são interdependentes.:12A vulnerabilidade às mudanças climáticas abrange "uma variedade de conceitos e elementos, incluindo sensibilidade ou suscetibilidade a danos e falta de capacidade de lidar e se adaptar".:5A vulnerabilidade é um componente do risco climático. A vulnerabilidade difere dentro das comunidades e entre sociedades, regiões e países, e pode mudar ao longo do tempo.:5Aproximadamente 3,3 a 3,6 bilhões de pessoas vivem em contextos altamente vulneráveis às mudanças climáticas em 2021.:12
A vulnerabilidade de ecossistemas e pessoas às mudanças climáticas é impulsionada por certos padrões de desenvolvimento insustentáveis, como "uso insustentável do oceano e da terra, desigualdade, marginalização, padrões históricos e contínuos de desigualdade, como colonialismo e governança".:12Portanto, a vulnerabilidade é maior em locais com "pobreza, desafios de governança e acesso limitado a serviços e recursos básicos, conflitos violentos e altos níveis de meios de subsistência sensíveis ao clima (por exemplo, pequenos agricultores, pastores, comunidades pesqueiras)".:12
A vulnerabilidade pode ser dividida principalmente em duas categorias principais: vulnerabilidade econômica, com base em fatores socioeconômicos, e vulnerabilidade geográfica. Nenhum deles são mutuamente exclusivos.
Existem várias organizações e ferramentas utilizadas pela comunidade internacional e cientistas para avaliar a vulnerabilidade climática.

## Definição
A vulnerabilidade às mudanças climáticas é definida como a "propensão ou predisposição a ser adversamente afetada" pelas mudanças climáticas. Pode aplicar-se aos seres humanos, mas também aos sistemas naturais (ecossistemas). A vulnerabilidade humana e do ecossistema são interdependentes.:12A vulnerabilidade às mudanças climáticas engloba “uma variedade de conceitos e elementos, incluindo sensibilidade ou suscetibilidade a danos e falta de capacidade de lidar e se adaptar”.:5A vulnerabilidade é um componente do risco climático .
A capacidade adaptativa refere-se à capacidade de uma comunidade de criar infraestrutura de resiliência, enquanto os elementos de sensibilidade e exposição estão vinculados a elementos econômicos e geográficos que variam amplamente em diferentes comunidades. Há, no entanto, muitos pontos em comum entre as comunidades vulneráveis.
A vulnerabilidade climática pode incluir uma ampla variedade de significados, situações e contextos diferentes na pesquisa sobre mudanças climáticas, mas tem sido um conceito central na pesquisa acadêmica desde 2005. O conceito foi definido no terceiro relatório do IPCC em 2007 como "o grau em que um sistema é suscetível e incapaz de lidar com os efeitos adversos das mudanças climáticas, incluindo variabilidade climática e extremos".:89O Sexto Relatório de Avaliação do IPCC em 2022 afirmou que "as abordagens para analisar e avaliar a vulnerabilidade evoluíram desde as avaliações anteriores do IPCC".:5Neste relatório, a vulnerabilidade é definida como "a propensão ou predisposição a ser adversamente afetada e abrange uma variedade de conceitos e elementos, incluindo sensibilidade ou suscetibilidade a danos e falta de capacidade de lidar e se adaptar".:5Um desenvolvimento importante é que é cada vez mais reconhecido que a vulnerabilidade dos ecossistemas e das pessoas às mudanças climáticas difere substancialmente entre e dentro das regiões.:11

## Escala
A vulnerabilidade difere dentro das comunidades e entre sociedades, regiões e países, e pode mudar ao longo do tempo.:5Aproximadamente 3,3 a 3,6 bilhões de pessoas vivem em contextos altamente vulneráveis às mudanças climáticas em 2021.:12A avaliação da vulnerabilidade é importante porque fornece informações que podem ser usadas para desenvolver ações de gestão em resposta às mudanças climáticas

## Tipos
A vulnerabilidade pode ser dividida principalmente em duas categorias principais: vulnerabilidade econômica, com base em fatores socioeconômicos, e vulnerabilidade geográfica. Nenhum deles são mutuamente exclusivos. No entanto, os impactos generalizados das mudanças climáticas levaram ao uso de "vulnerabilidade climática" para descrever preocupações menos sistêmicas, como vulnerabilidade de saúde individual, situações vulneráveis ou outras aplicações além dos sistemas impactados, como descrever a vulnerabilidade de espécies animais individuais.  

### Vulnerabilidade econômica
Em seu nível básico, uma comunidade economicamente vulnerável é aquela que está mal preparada para os efeitos das mudanças climáticas porque carece dos recursos financeiros necessários. Preparar uma sociedade resiliente ao clima exigirá enormes investimentos em infraestrutura, planejamento urbano, engenharia de fontes de energia sustentáveis e sistemas de preparação. De uma perspectiva global, é mais provável que as pessoas que vivem na pobreza ou abaixo da pobreza sejam as mais afetadas pelas mudanças climáticas e, portanto, sejam as mais vulneráveis, porque terão a menor quantidade de dólares de recursos para investir em infraestrutura de resiliência. Eles também terão a menor quantidade de dólares de recursos para esforços de limpeza após desastres naturais relacionados às mudanças climáticas que ocorrem com mais frequência.
A vulnerabilidade de ecossistemas e pessoas às mudanças climáticas é impulsionada por certos padrões de desenvolvimento insustentáveis, como "uso insustentável do oceano e da terra, desigualdade, marginalização, padrões históricos e contínuos de desigualdade, como colonialismo e governança".:12Portanto, a vulnerabilidade é maior em locais com "pobreza, desafios de governança e acesso limitado a serviços e recursos básicos, conflitos violentos e altos níveis de meios de subsistência sensíveis ao clima (por exemplo, pequenos agricultores, pastores, comunidades pesqueiras)".:12

### Vulnerabilidade geográfica
Uma segunda definição de vulnerabilidade está relacionada à vulnerabilidade geográfica. Os locais geograficamente mais vulneráveis às mudanças climáticas são aqueles que serão impactados por efeitos colaterais de desastres naturais, como o aumento do nível do mar e por mudanças dramáticas nos serviços ecossistêmicos, incluindo o acesso a alimentos. As nações insulares são geralmente consideradas mais vulneráveis, mas as comunidades que dependem fortemente de um estilo de vida baseado no sustento também correm maior risco.

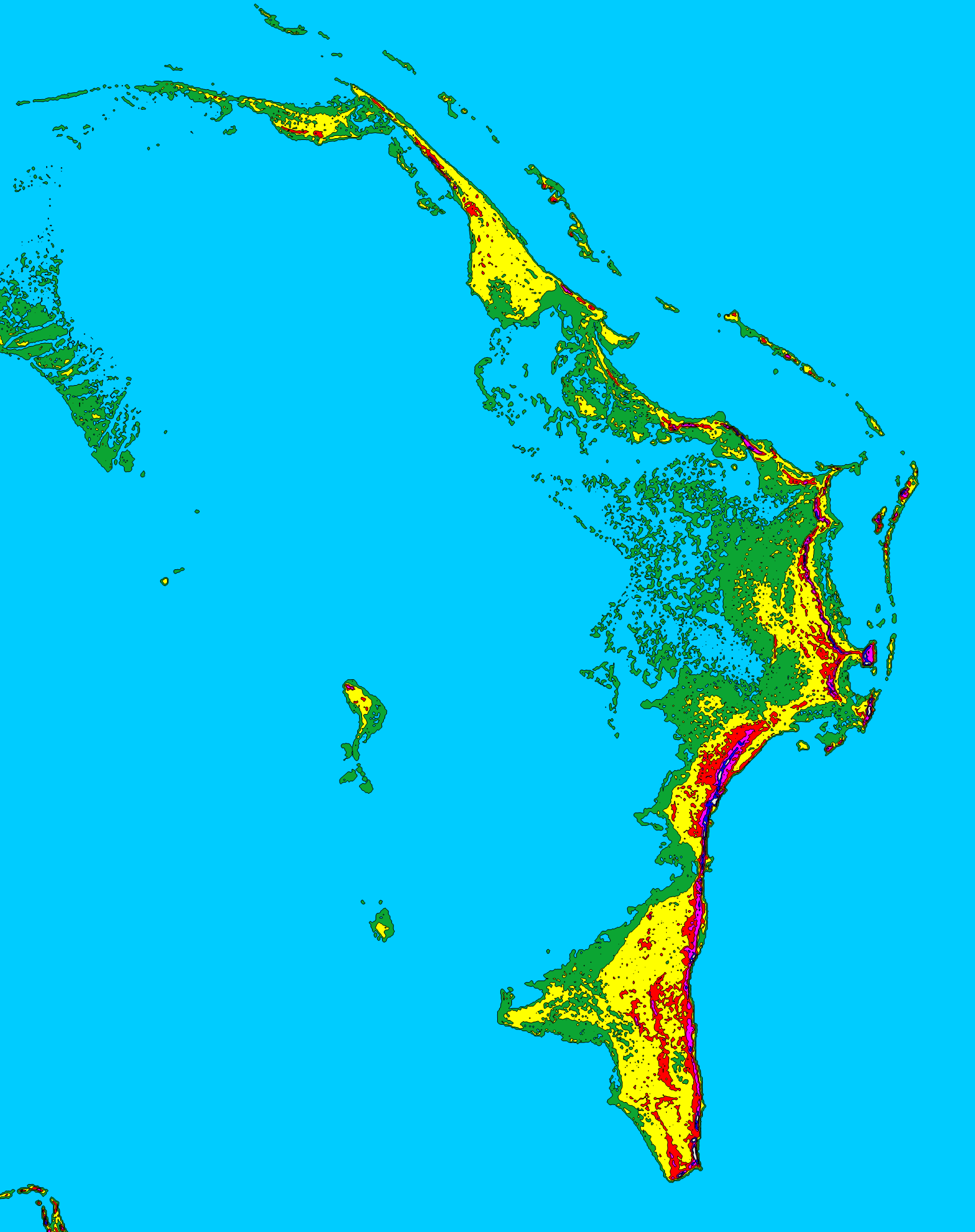
Mapa topográfico das Ilhas Abaco no norte das Bahamas - Um exemplo de uma comunidade de ilhas de baixa altitude que provavelmente será impactada pelo aumento do nível do mar associado à mudança climática (as cores indicam a elevação acima do nível do mar).

Comunidades vulneráveis tendem a ter uma ou mais destas características:
- insegurança alimentar
- água escassa
- delicado ecossistema marinho
- dependente de peixe
- comunidade da pequena ilha

Em todo o mundo, as mudanças climáticas afetam comunidades rurais que dependem fortemente de sua agricultura e recursos naturais para sua subsistência. O aumento da frequência e gravidade dos eventos climáticos afeta desproporcionalmente as mulheres, as comunidades rurais, de terras secas e insulares. Isso leva a mudanças mais drásticas em seus estilos de vida e os obriga a se adaptar a essa mudança. É cada vez mais importante que agências locais e governamentais criem estratégias para reagir às mudanças e adaptar a infraestrutura para atender às necessidades das pessoas afetadas. Várias organizações trabalham para criar planos de adaptação, mitigação e resiliência que ajudarão comunidades rurais e em risco em todo o mundo que dependem dos recursos da Terra para sobreviver.

## Conceitos relacionados

### Adaptação às mudanças climáticas
A vulnerabilidade é muitas vezes enquadrada no diálogo com a adaptação climática. No Sexto Relatório de Avaliação do IPCC em 2022, a adaptação ao clima foi definida como “o processo de ajuste ao clima real ou esperado e seus efeitos para moderar danos ou aproveitar oportunidades benéficas”, em sistemas humanos. Em sistemas naturais - por outro lado - a adaptação é "o processo de ajuste ao clima real e seus efeitos"; intervenção humana pode facilitar isso.:5
A adaptação às mudanças climáticas é o processo de ajuste aos efeitos atuais ou esperados das mudanças climáticas. É uma das formas de responder às mudanças climáticas, juntamente com a mitigação. Para os humanos, a adaptação visa moderar ou evitar danos e explorar oportunidades; para sistemas naturais, os humanos podem intervir para ajudar no ajuste. As ações de adaptação podem ser incrementais (ações em que o objetivo central é manter a essência e integridade de um sistema) ou transformadoras (ações que alteram os atributos fundamentais de um sistema em resposta às mudanças climáticas e seus impactos). A necessidade de adaptação varia de lugar para lugar, dependendo da sensibilidade e vulnerabilidade aos impactos ambientais. A partir de 2022, a Harvard Business Review afirmou que as iniciativas de adaptação climática devem ser uma prioridade urgente para o investimento empresarial.

### Resiliência climática
A resiliência climática é definida como a "capacidade dos ecossistemas sociais e econômicos de lidar com um evento perigoso ou tendência ou distúrbio". (assim como a biodiversidade no caso de ecossistemas), mantendo a capacidade de adaptação, aprendizagem e transformação". O foco principal de aumentar a resiliência climática é reduzir a vulnerabilidade climática que comunidades, estados e países têm atualmente no que diz respeito aos muitos efeitos das alterações climáticas. Atualmente, os esforços de resiliência climática abrangem estratégias sociais, econômicas, tecnológicas e políticas que estão sendo implementadas em todas as escalas da sociedade. Da ação da comunidade local aos tratados globais, abordar a resiliência climática está se tornando uma prioridade, embora possa ser argumentado que uma parte significativa da teoria ainda não foi traduzida na prática. Apesar disso, há um movimento robusto e crescente alimentado por órgãos locais e nacionais voltados para construir e melhorar a resiliência climática.

### Justiça climática
A equidade é outro componente essencial da vulnerabilidade e está intimamente ligada a questões de justiça ambiental e justiça climática. Como as comunidades mais vulneráveis provavelmente serão as mais impactadas, um movimento de justiça climática está se unindo em resposta. Existem muitos aspectos da justiça climática relacionados à vulnerabilidade e resiliência. As estruturas são semelhantes a outros tipos de movimentos de justiça e incluem o contratualismo que tenta alocar o máximo de benefícios para os pobres, o utilitarismo que busca encontrar o máximo de benefícios para a maioria das pessoas, o igualitarismo que tenta reduzir a desigualdade e o libertarianismo que enfatiza uma parte justa dos encargos, mas também as liberdades individuais.

## Diferenças por região
Diferentes comunidades ou sistemas estão mais bem preparados para a adaptação, em parte por causa de suas vulnerabilidades existentes.
Com grande confiança, os pesquisadores concluíram em 2001 que os países em desenvolvimento tenderiam a ser mais vulneráveis às mudanças climáticas do que os países desenvolvidos.:957–958Com base nas tendências de desenvolvimento então atuais, previa-se que poucos países em desenvolvimento teriam a capacidade de se adaptar eficientemente às mudanças climáticas.:940–941
- África: Os principais setores econômicos da África têm sido vulneráveis à variabilidade climática observada.[22]:435Esta vulnerabilidade foi considerada como tendo contribuído para a fraca capacidade de adaptação de África, resultando numa grande vulnerabilidade em África às futuras alterações climáticas. Acreditava-se que a elevação projetada do nível do mar aumentaria a vulnerabilidade socioeconômica das cidades costeiras africanas. A África está aquecendo mais rápido do que o resto do mundo, em média. Grandes porções do continente podem se tornar inabitáveis como resultado e o produto interno bruto (PIB) da África pode cair 2% como resultado de um aumento de 1°C na temperatura média mundial e 12% como resultado de um aumento de 4°C aumento da temperatura. Prevê-se que os rendimentos das culturas diminuam drasticamente como resultado do aumento das temperaturas e prevê-se que as chuvas fortes caiam com mais frequência e intensidade em toda a África, aumentando o risco de inundações.[23][24][25][26]
- Ásia: Espera-se que as mudanças climáticas resultem na degradação do permafrost na Ásia boreal, agravando a vulnerabilidade dos setores dependentes do clima e afetando a economia da região.[27]:536
- Austrália e Nova Zelândia: Na Austrália e Nova Zelândia, a maioria dos sistemas humanos tem uma capacidade adaptativa considerável. No entanto, algumas comunidades indígenas foram consideradas com baixa capacidade adaptativa.[28]:509
- Europa: O potencial de adaptação dos sistemas socioeconômicos na Europa é relativamente alto.[29]:643Isso foi atribuído ao alto PIB da Europa, crescimento estável, população estável e sistemas de apoio político, institucional e tecnológico bem desenvolvidos.
- América Latina : A capacidade adaptativa dos sistemas socioeconômicos da América Latina é muito baixa, principalmente no que diz respeito a eventos climáticos extremos, e que a vulnerabilidade da região era alta.[30] :697
- Regiões polares: Um estudo em 2001 concluiu que:[31]:804–805
  - dentro da Antártida e do Ártico, em localidades onde a água estava perto do ponto de fusão, os sistemas socioeconômicos são particularmente vulneráveis às mudanças climáticas.
  - o Ártico é extremamente vulnerável às mudanças climáticas. Prevê-se que haverá grandes impactos ecológicos, sociológicos e econômicos na região.
- Pequenas ilhas : As pequenas ilhas são particularmente vulneráveis às alterações climáticas.[32]:689Em parte, isso foi atribuído à sua baixa capacidade de adaptação e aos altos custos de adaptação em proporção ao seu PIB.

## Diferenças por sistemas e setores
- Costas e áreas baixas: A vulnerabilidade social às mudanças climáticas depende em grande parte do estado de desenvolvimento.[33] :336Os países em desenvolvimento carecem dos recursos financeiros necessários para realocar aqueles que vivem em zonas costeiras baixas, tornando-os mais vulneráveis às mudanças climáticas do que os países desenvolvidos. Em costas vulneráveis, os custos de adaptação às mudanças climáticas são menores do que os custos potenciais de danos.[34]:317
- Indústria, assentamentos e sociedade:
  - Na escala de uma grande nação ou região, pelo menos na maioria das economias industrializadas, o valor econômico dos setores com baixa vulnerabilidade às mudanças climáticas excede em muito o dos setores com alta vulnerabilidade.[35]:336Além disso, a capacidade de uma economia grande e complexa de absorver impactos relacionados ao clima é muitas vezes considerável. Consequentemente, as estimativas dos danos agregados das mudanças climáticas – ignorando possíveis mudanças climáticas abruptas – são muitas vezes bastante pequenas como porcentagem da produção econômica. Por outro lado, em escalas menores, por exemplo, para um país pequeno, setores e sociedades podem ser altamente vulneráveis às mudanças climáticas. Os impactos potenciais das mudanças climáticas podem, portanto, resultar em danos muito graves.
  - A vulnerabilidade às mudanças climáticas depende consideravelmente de contextos geográficos, setoriais e sociais específicos. Essas vulnerabilidades não são estimadas de forma confiável por modelagem agregada em grande escala.[36]:359

## Vulnerabilidade de grupos desfavorecidos

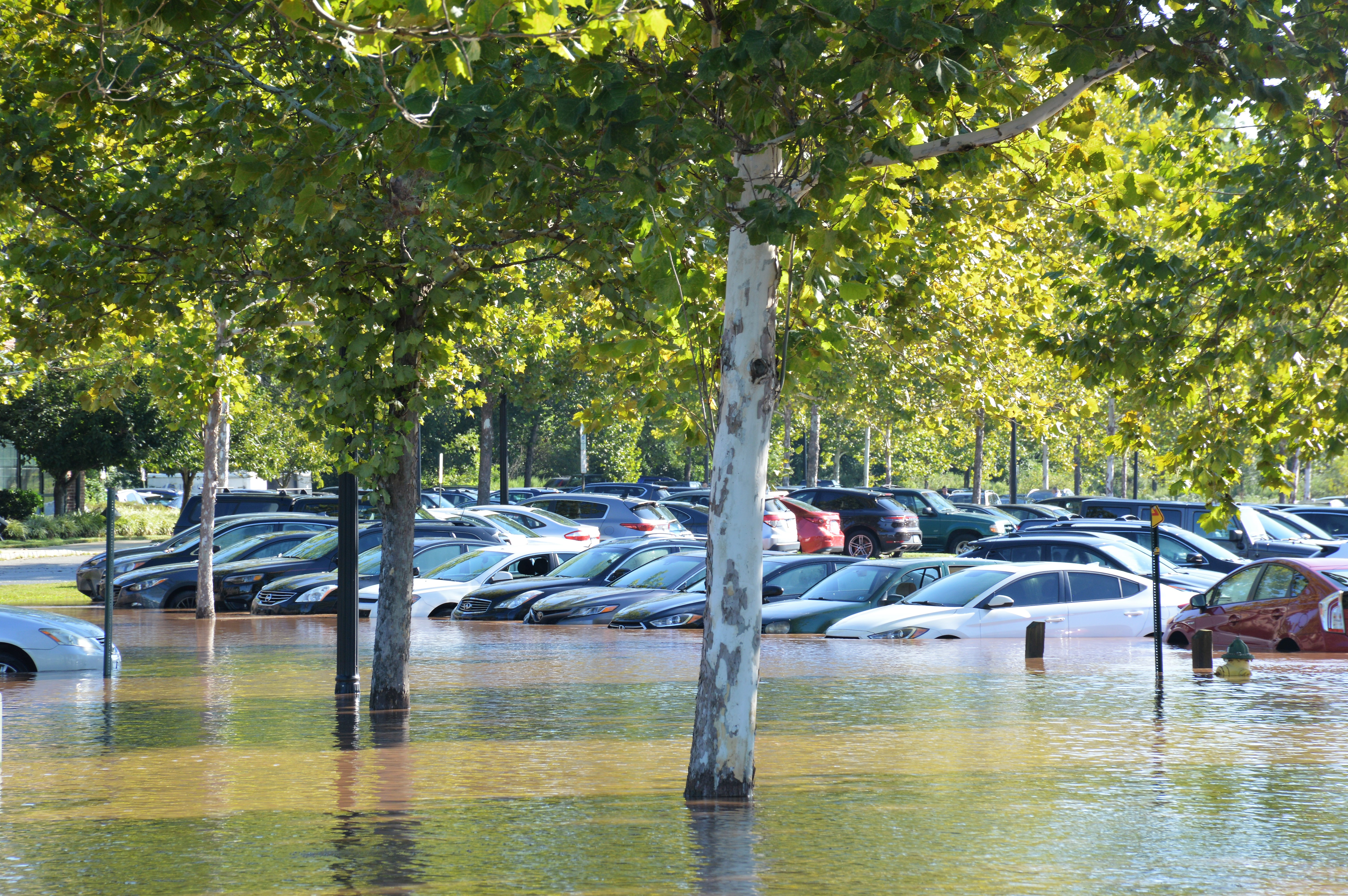
Efeitos das inundações do furacão Ida (2021) na Pensilvânia, EUA, onde os bairros mais pobres foram mais afetados.

### Pessoas com baixa renda
Como as mudanças climáticas e a pobreza estão profundamente interligadas, as mudanças afetam desproporcionalmente pessoas pobres em todo o mundo. As pessoas em situação de pobreza têm maior chance de sofrer os efeitos nocivos das mudanças climáticas devido à maior exposição e vulnerabilidade. A vulnerabilidade equivale ao grau em que um sistema é susceptível de ser representado ou impossível de lidar com os efeitos adversos das mudanças climáticas, incluindo variabilidade do clima e extremos.
As mudanças climáticas influenciam fortemente a saúde, economia e os direitos humanos - que afetam as desigualdades ambientais. O IPCC descobriu que indivíduos e comunidades de baixa renda estão mais expostos a riscos ambientais e poluição e têm mais dificuldade em se recuperar dos impactos das mudanças climáticas. Por exemplo, leva mais tempo para que comunidades de baixa renda sejam reconstruídas após desastres naturais. De acordo com o Programa das Nações Unidas para o Desenvolvimento, os países em desenvolvimento sofrem 99% das baixas atribuíveis às mudanças climáticas.

## Ferramentas
A vulnerabilidade climática pode ser analisada ou avaliada usando vários processos ou ferramentas. Abaixo estão vários deles. Existem várias organizações e ferramentas utilizadas pela comunidade internacional e cientistas para avaliar a vulnerabilidade climática.

### Avaliações
As avaliações de vulnerabilidade são feitas para as comunidades locais avaliarem onde e como as comunidades ou sistemas serão vulneráveis às mudanças climáticas. Esses tipos de relatórios podem variar muito em escopo e escala - por exemplo, o Banco Mundial e o Ministério da Economia de Fiji encomendaram um relatório para todo o país em 2017-18 enquanto Rochester, Nova York, encomendou um relatório muito mais local para a cidade em 2018. Ou, por exemplo, a NOAA Fisheries encomendou avaliações de Vulnerabilidade Climática para pescadores marinhos nos Estados Unidos.

#### Avaliações de vulnerabilidade no sul global
No Sul Global, a avaliação de vulnerabilidade geralmente é desenvolvida durante o processo de preparação de planos locais de adaptação às mudanças climáticas ou planos de ação sustentáveis. A vulnerabilidade é verificada em uma escala de distrito urbano ou bairro. A vulnerabilidade também é um determinante do risco e, consequentemente, é verificada cada vez que uma avaliação de risco é necessária. Nesses casos, a vulnerabilidade é expressa por um índice, composto por indicadores. As informações que permitem medir os indicadores únicos já estão disponíveis em estatísticas e mapas temáticos, ou são coletadas por meio de entrevistas. Este último caso é usado em áreas territoriais muito limitadas (uma cidade, um município, as comunidades de um distrito). Trata-se, portanto, de uma avaliação pontual voltada para um evento específico: um projeto, um plano.
Por exemplo, a Deutsche Gesellschaft für Internationale Zusammenarbeit (GIZ) e o Ministry of Environment, Forests and Climate Change (MoEF&CC) na Índia publicaram uma estrutura para fazer avaliações de vulnerabilidade de comunidades na Índia.

### Índices

#### Monitor de Vulnerabilidade Climática
O Monitor de Vulnerabilidade Climática (CVM) é uma avaliação global independente do efeito das mudanças climáticas sobre as populações do mundo, reunido por painéis das principais autoridades internacionais. O Monitor foi lançado em dezembro de 2010 em Londres e Cancún para coincidir com a Cúpula da ONU em Cancún sobre mudança climática (COP-16).
Desenvolvido pela DARA e pelo Fórum de Vulnerabilidade Climática, o relatório pretende servir como uma nova ferramenta para avaliar a vulnerabilidade global a vários efeitos das mudanças climáticas em diferentes nações.
O relatório destila ciência e pesquisa de ponta para uma explicação mais clara de como e onde as populações estão sendo afetadas pelas mudanças climáticas hoje (2010) e no futuro próximo (2030), ao mesmo tempo em que aponta as principais ações que reduzem esses impactos.
A DARA e o Fórum de Vulnerabilidade Climática lançaram a 2ª edição do Monitor de Vulnerabilidade Climática em 26 de setembro de 2012 na Asia Society, Nova York.

#### Índice de Vulnerabilidade Climática
A James Cook University está produzindo um índice de vulnerabilidade para locais do Patrimônio Mundial em todo o mundo, incluindo locais culturais, naturais e mistos. A primeira candidatura a um bem do Património Mundial Cultural ocorreu em abril de 2019 no coração das Orkney Neolíticas, na Escócia .

### Mapeamento
Uma revisão sistemática publicada em 2019 encontrou 84 estudos focados no uso do mapeamento para comunicar e fazer análises de vulnerabilidade climática.

### Rastreamento de vulnerabilidade
O rastreamento da vulnerabilidade climática começa identificando as informações relevantes, preferencialmente de acesso aberto, produzidas por órgãos estaduais ou internacionais na escala de interesse. Em seguida, é necessário um esforço adicional para tornar as informações de vulnerabilidade livremente acessíveis a todos os atores do desenvolvimento. O rastreamento de vulnerabilidades tem muitas aplicações. Constitui um indicador para o monitoramento e avaliação de programas e projetos de resiliência e adaptação às mudanças climáticas. O rastreamento de vulnerabilidade também é uma ferramenta de tomada de decisão nas políticas de adaptação regionais e nacionais.

## Relações Internacionais
Como a vulnerabilidade climática afeta desproporcionalmente os países sem a economia ou infraestrutura dos países mais desenvolvidos, a vulnerabilidade climática tornou-se uma ferramenta importante nas negociações internacionais sobre adaptação às mudanças climáticas, financiamento climático e outras atividades de formulação de políticas internacionais, como o Fórum da Vulnerabilidade Climática (CVF)